# 南地大区
南地大区位于新西兰最南端，管辖南地区和戈尔区两个区。大区内主要城镇有首府因弗卡吉尔、戈尔。
南地大区是新西兰人口密度最低的地区之一，因此不少自然风景得以保存而免遭破坏。区内有著名的米爾福德峽灣。
新西兰第三大岛，斯圖爾特島也位于南地大区南部。